# Győzedelmes argumentum
A győzedelmes argumentum (kürieuón logosz) a megarai iskolához tartozó Diodórosz Kronosz érve, melyben három kijelentés ellentmondásosságának bizonyításával cáfolja azt az arisztotelészi tézist, mely szerint az is lehetséges, ami sohasem valósul meg. Az érv diodóroszi következtetésének elfogadása tehát determinizmushoz vezet. A három premissza modális logikai kifejezéseket temporális fogalmakkal határoz meg, ezzel megalkotva a modalitások temporális modelljét. Az argumentum a következő három kijelentés ellentmondásosságát fogalmazza meg:
(A) Minden, ami elmúlt és igaz, szükségszerű.
(B) A lehetségest nem követi a lehetetlen.
(C) Az, ami nem igaz és nem is lesz igaz, lehetséges.
Az argumentum ókori bizonyításai nem ismeretesek, három filozófus konklúziója maradt csak ránk. 
- Diodórosz a (C) premisszát vetette el, konklúziója az, hogy csak az lehetséges, ami a jelenben vagy a jövőben megvalósul, más megfogalmazásban:

Ami nem igaz, és nem is lesz igaz, az nem is lehetséges.
- Khrüszipposz viszont (A)-t és (C)-t tekintette plauzibilisnek, ezért (B)-t vetette el, vagyis arra a következtetésre jutott, hogy

A lehetségest követheti lehetetlen.
- Kleanthész képviselte a harmadik lehetőséget, aki (B)-t és (C)-t találta plauzibilisnek, de (A)-t vetette el, konklúziója tehát az, hogy

Nem áll az, hogy minden, ami elmúlt és igaz, szükségszerű.
Egyes vélemények szerint az argumentum azért kapta a győzedelmes elnevezést, mert logikailag legyőzhetetlen. Más értelmezésben a győzedelmes az érv tartalmára, a szükségszerűség mindent elsöprő voltára utal.
Epiktétosz Elmélkedések című, tanítványa által lejegyzett könyvében találjuk meg az érv leírását:
A győzedelmes argumentumnak nevezett érv (ho kürieuón logosz), úgy tűnik, a következő elv mentén épül föl: a három kijelentés között valójában ellentmondás áll fent, közülük bármelyik kettő együtt ellentmond a harmadiknak. A kijelentések a következők: minden elmúlt dolog szükségszerűen igaz kell legyen; a lehetségest nem követi lehetetlen; és az, ami nem igaz és nem is lesz igaz, lehetséges. Diodórosz megvizsgálva ezt az ellentmondást az első két kijelentés bizonyító erejével támasztotta alá tételét: nem lehetséges az, ami nem igaz és nem is lesz igaz.
Arisztotelész modalitáselméletében bevezette a soha meg nem valósuló lehetőség fogalmát, ami Diodórosz kritikájának célpontja. Az Organonban fejtette ki modális logikai tanításait, a Metaphysica IX. könyvében pedig az ott kifejtett fogalmak alapján a megarai iskolának tulajdonított álláspontot kritizálja, nevezetesen hogy valami csak akkor lehetséges, amikor éppen megvalósul, vagyis ha éppen nem valósul meg, nem lehetséges.
A győzedelmes argumentum, vagyis hogy csak az lehetséges, ami van vagy lesz elfogadásával determinizmushoz jutunk. Így a jövőbeli események ugyanúgy nem befolyásolhatók, mint a már elmúltak, ezért lesz az argumentum a fatalizmus elméleti támasza. Az argumentum olyan helyeken merül fel, mint a teremtésről, az isteni mindenhatóságról, a világok pluralitásáról szóló viták, vagy mint a darwini fejlődéselmélet védelmezése.

## A premisszák rekonstrukciója
A premisszák jelentése nem egyértelmű, többen többféleképp értelmezték és fordították a három kijelentést. A következőkben Altrichter Ferenc A győzedelmes argumentum című tanulmányának gondolatmenete kerül vázlatosan bemutatásra.

### Az első premissza
„Minden, ami elmúlt és igaz, szükségszerű”
(pan parelélüthosz aléthesz anagkaion einai).
Az első premissza értelmezésében a minden ami elmúlt és igaz jelentése kérdéses. Amennyiben ez elmúlt eseményre vonatkozik, a kérdés az, hogyan lehet egy esemény igaz. Amennyiben kijelentésre, kérdés, hogyan lehet egy kijelentés elmúlt. Az összeegyeztethetetlenség mindkét esetben feloldható. Kijelentésre vonatkozik, ha a következő értelmezést választjuk:
(A)k A múltra vonatkozó minden igaz kijelentés szükségszerű.
A premissza elmúlt eseményekre is értelmezhető:
(A)e Minden, ami a múltban megvalósult, szükségszerű.
A múlt megváltoztathatatlan, tehát ha "A esemény tegnap megtörtént", akkor "nem lehetséges hogy A esemény tegnap nem történt meg". Az pedig, hogy "nem lehetséges hogy nem", ugyanazt jelenti, mint a "szükségszerű", a premissza tehát plauzibilis.

### A második premissza
„A lehetségest nem követi a lehetetlen”
(dünató adünaton mé akolouthein).
A második premisszában a követni kifejezés értelmezése kérdéses: kauzálisan, időben vagy logikailag nem követi a lehetségest a lehetetlen? Az első premisszában felhasznált feltételezés alapján, vagyis hogy az argumentum kijelentésekre vonatkozik, a következő értelmezést választhatjuk:
(B)k Lehetséges kijelentésből logikailag nem következik lehetetlen kijelentés.
A premissza időbeliségre vonatkozó rekonstrukciója:
(B)t A lehetségesből időbelileg nem következik a lehetetlen.
A premissza kauzális kapcsolatra vonatkozó rekonstrukciója:
(B)e A lehetséges eseményből nem következik olyasmi, ami lehetetlen.
A (B)t és (B)e premissza plauzibilitása támadható: előfordulhat, hogy lehetetlenné válik az, ami korábban lehetséges volt. A (B)k premissza viszont valójában a modális gondolkodás egyik alapelve, csak más formában megfogalmazva, nevezetesen: {\displaystyle \scriptstyle {\Box (p\supset q)\supset (\Diamond p\supset \Diamond q)}} (Amennyiben szükségszerű, hogy ha p akkor q, akkor ha p lehetséges, akkor q is lehetséges), tehát (B)k plauzibilis.

### A harmadik premissza
„Az, ami nem igaz és nem is lesz igaz, lehetséges”
(dünaton einai ho out esztin aléthesz out esztai).
Félreérthető a premissza, ha úgy értelmezzük, hogy a „lehetséges” definícióját rögzíti. Ha azonban a lehetséges kijelentésekről fogalmaz meg állítást, a következőképp értelmezhetjük:
(C)k Az a kijelentés, amely nem igaz és nem is lesz igaz, még lehetséges.
A premissza lehetséges eseményekre vonatkozó rekonstrukciója:
(C)e Ami nem valósul meg és nem is fog megvalósulni, még lehetséges.
A premissza plauzibilitásának belátásához Philón gondolatát lehetne idézni, mely szerint a zsenge vagy a tenger fenekére süllyedt szalma is éghető, bár körülményei ebben megakadályozzák, azonban éghetősége akkor is fennáll, ha valójában soha nem is fog elégni. Ez az az állítás, amit Diodórosz nem fogad el.

## Az érv rekonstrukciója
Az érv rekonstrukciója, vagyis a három premissza inkonzisztenciájának kimutatása többféle módon is történhet. Az nem ismeretes, hogy Diodórosz, Khrüszipposz és Kleanthész hogyan vezette le a három premissza ellentmondásosságát.

### Rekonstrukció időbeli következtetéssel
Eduard Zeller német filozófus 1882-es értelmezése a második premisszát nem logikai, hanem időbeli következés értelemben használta, vagyis a levezetésben az (A)k, (B)t és (C)k premisszákat használjuk, és (C)k-ból indulunk ki. Legyen {\displaystyle \scriptstyle {p}} az a kifejezés, melyre (C)k kikötései állnak.
Az időbeli következtetéssel történő levezetés folytán majd az 5. lépés nem lesz szigorúan logikai – el kell telnie valamennyi időnek ahhoz, hogy az érv sikeres legyen. Ehhez bevezetünk egy {\displaystyle \scriptstyle {t}} időváltozót: a {\displaystyle \scriptstyle {p_{t}}} kijelentés mindig a világ {\displaystyle \scriptstyle {t}}-beli állapotáról állít valamit, azonban mi ezt a {\displaystyle \scriptstyle {p_{t}}} kijelentést más és más időpontban állíthatjuk. Az érv első fele {\displaystyle \scriptstyle {t}}, a második fele viszont egy {\displaystyle \scriptstyle {t}}-nél későbbi {\displaystyle \scriptstyle {t'}} időpontban hangzik el. A levezetés:
| {\displaystyle \scriptstyle {t}} időpontban:    | (1) | {\displaystyle \scriptstyle {p_{t}}} lehetséges                                                                          | ((C)k miatt)       |
| {\displaystyle \scriptstyle {t}} időpontban:    | (2) | {\displaystyle \scriptstyle {p_{t}}} most nem igaz, és nem is lesz igaz                                                  | ((C)k miatt)       |
| {\displaystyle \scriptstyle {t}} időpontban:    | (3) | {\displaystyle \scriptstyle {p_{t}}} most nem igaz                                                                       | ((2)-ből)          |
| {\displaystyle \scriptstyle {t}} időpontban:    | (4) | nem {\displaystyle \scriptstyle {p_{t}}} most igaz                                                                       | ((3)-ból)          |
| {\displaystyle \scriptstyle {t<t'}} időpontban: | (5) | nem {\displaystyle \scriptstyle {p_{t}}} igaz volt                                                                       | ((4)-ből)          |
| {\displaystyle \scriptstyle {t'}} időpontban:   | (6) | nem {\displaystyle \scriptstyle {p_{t}}} szükségszerű                                                                    | ((5)-ből (A)k-val) |
| {\displaystyle \scriptstyle {t'}} időpontban:   | (7) | {\displaystyle \scriptstyle {p_{t}}} lehetetlen                                                                          | ((6)-ból)          |
| {\displaystyle \scriptstyle {t'}} időpontban:   | (8) | ellentmondás az, hogy {\displaystyle \scriptstyle {p_{t}}} lehetséges és {\displaystyle \scriptstyle {p_{t}}} lehetetlen | ((B)t miatt)       |

### Rekonstrukció logikai következtetéssel
A rekonstrukció Altrichter nyomán tisztán logikailag is megoldható. A premisszák tehát (A)k, (B)k és (C)k, és legyen ismét {\displaystyle \scriptstyle {p_{t}}} az a kijelentés, melyre (C)k áll, így az ellentmondásosság bizonyítása:
| {\displaystyle \scriptstyle {t}} időpontban:    | (1) | {\displaystyle \scriptstyle {p_{t}}} lehetséges                                                                          | ((C)k miatt)                   |
| {\displaystyle \scriptstyle {t}} időpontban:    | (2) | {\displaystyle \scriptstyle {p_{t}}} most nem igaz, és nem is lesz igaz                                                  | ((C)k miatt)                   |
| {\displaystyle \scriptstyle {t}} időpontban:    | (3) | {\displaystyle \scriptstyle {p_{t}}} most nem igaz                                                                       | ((2)-ből)                      |
| {\displaystyle \scriptstyle {t<t'}} időpontban: | (4) | {\displaystyle \scriptstyle {p_{t}}} nem volt igaz                                                                       | ((3)-ból (A)k-val)             |
| {\displaystyle \scriptstyle {t'}} időpontban:   | (5) | nem {\displaystyle \scriptstyle {p_{t}}} igaz volt                                                                       | ((4)-ből)                      |
| {\displaystyle \scriptstyle {t'}} időpontban:   | (6) | nem {\displaystyle \scriptstyle {p_{t}}} szükségszerű                                                                    | ((5)-ből (A)k-val)             |
| {\displaystyle \scriptstyle {t'}} időpontban:   | (7) | {\displaystyle \scriptstyle {p_{t}}} lehetetlen                                                                          | ((6)-ból)                      |
| {\displaystyle \scriptstyle {t'}} időpontban:   | (8) | ellentmondás az, hogy {\displaystyle \scriptstyle {p_{t}}} lehetséges és {\displaystyle \scriptstyle {p_{t}}} lehetetlen | ((1)-ből és(7)-ból (B)k miatt) |

### Rekonstrukció időpontok és (B) nélkül
Altrichter tanulmányának utóiratában szerepel egy harmadik levezetés, melyet Bodnár István hallgatóival dolgozott ki 1992-ben az ELTE BTK-n egy szeminárium keretében. A levezetés megoldja a második logikai rekonstrukció 4. lépésének problemáját, bár ez a levezetés zavarbaejtő módon nem használja ki a (B) premisszát, azaz (A) kés (C)k már önmagában inkonzisztens.
| (1) | {\displaystyle \scriptstyle {p}} lehetséges                                   | ((C)k miatt)                                     |
| (2) | {\displaystyle \scriptstyle {p}} most nem igaz, és nem is lesz igaz           | ((C)k miatt)                                     |
| (3) | nem {\displaystyle \scriptstyle {p}} nem szükségszerű                         | ((1)-ből a szükségszerűség definíciójával)       |
| (4) | nem {\displaystyle \scriptstyle {p}} nem volt igaz                            | ((3)-ból (A)k kontrapozíciójával)                |
| (5) | nem {\displaystyle \scriptstyle {p}} hamis volt                               | ((4)-ből, a kétértékűség elvével)                |
| (6) | {\displaystyle \scriptstyle {p}} igaz volt                                    | ((5)-ből, a kétértékűség elvével)                |
| (7) | {\displaystyle \scriptstyle {p}} szükségszerű                                 | ((6)-ból, (A)k-gal)                              |
| (8) | {\displaystyle \scriptstyle {p}} mindig igaz                                  | ((7)-ből, minimális kikötés a szükségszerűségre) |
| (9) | {\displaystyle \scriptstyle {p}} mindig igaz, és nem igaz és nem is lesz igaz | ((2)-ből és (8)-ból)                             |

### Lehetséges kritikák
- Az argumentum premisszáiban és az első két rekonstrukcióban is előfordul, hogy egy bizonyos kijelentés igazságértéke időben változik. Azonban ahhoz, hogy ezen a ponton támadható legyen az argumentum, be kellene bizonyítani, hogy nem léteznek olyan kifejezések, melyek igazságértéke időben változhat, ellentétben azzal ahogy a görögök – Diodórosz, Arisztotelész és a sztoikusok is – gondolták.
- Az időben változó igazságértékű kijelentéseket kijelentésfüggvényként írhatjuk le. Azonban modális fogalmak és kijelentésfüggvények összekapcsolásából csak értelmetlenség származhat.
- A logikai következtetéssel történő rekonstrukció során a „nem {\displaystyle \scriptstyle {p_{t}}} szükségszerű”-ből következtetés történik a „{\displaystyle \scriptstyle {p_{t}}} lehetetlen”-re, mely támaszkodik az {\displaystyle \scriptstyle {\Box A\Leftrightarrow \sim \Diamond \sim A}} (A akkor és csak akkor szükségszerű ha nem lehetséges nem A) modális logikai tézisre. A görögök kétféle szükségszerűséget különböztettek meg: minden feltétel nélkül fennállót, és idő szerintit. Az (A)k időbeli szükségszerűség, míg a „ha A szükségszerű akkor nem lehetséges nem A” minden feltétel nélkül fennálló. Ha a két szükségszerűség összeegyeztethetetlenségét bebizonyítanák, akkor támadható lenne a második levezetés.
- Végül a levezetések csak akkor állnak, ha {\displaystyle \scriptstyle {p_{t}}} kétértékű kijelentés.